# 清水岱公園野球場
清水岱公園野球場（しみずだいこうえんやきゅうじょう）は、秋田県藤里町にある野球場である。1983年に完成した。

## ダクトロニクス社フルカラーLED電光掲示板

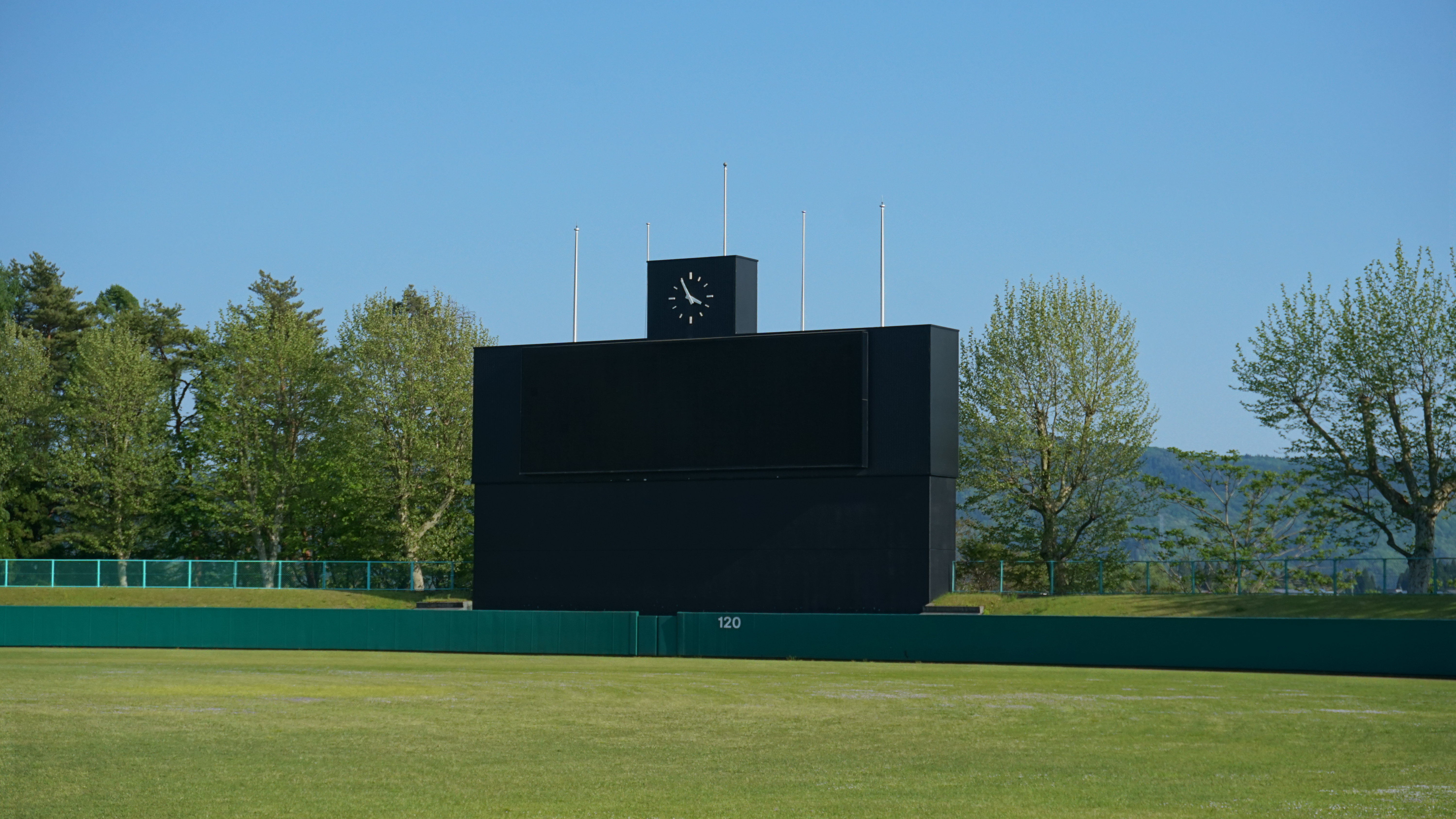
フルカラーLED表示のスコアボード

2013年に、秋田県内初となるダクトロニクス社のLEDディスプレーを導入。スポーツ振興くじ助成金（toto助成金）の交付を受けた。